# Championnat de France de football de deuxième division 1937-1938
Navigation
Division 2 1936-1937 Division 2 1938-1939
Le Championnat de France de football D2 1937-1938 va se dérouler en deux phases avec pour finir la désignation du champion de France de deuxième division et des clubs promus en première division. 
Dans un premier temps, les 25 clubs vont être répartis dans quatre poules géographiques : les quatre premiers de chaque poule  sont reversés dans le groupe de promotion (16 équipes dont les deux premières pourront accéder à la première division), avec l’attribution du titre pour Le Havre AC qui accède à la première division en compagnie de son dauphin l’AS Saint-Étienne. Les neuf derniers clubs restants sont reversés dans la poule dite complémentaire sans enjeu particulier.

## Les 25 clubs participants
| Groupe Nord - RC Arras - US Boulogne - Calais RUFC - Olympique Dunkerque - AS Hautmont - US Tourcoing | Groupe Ouest - SM Caen - FC Dieppe - Le Havre AC - CA Paris - Stade rennais UC | Groupe Est - FCO Charleville - SR Colmar - US Longwy - FC Mulhouse - FC Nancy - Stade de Reims - AS Troyes-savinienne | Groupe Sud - Olympique d'Alès - Girondins de Bordeaux - SO Montpellier - OGC Nice - Nîmes Olympique - AS Saint-Étienne - Toulouse FC |

## Première phase
- Qualification pour la poule promotion en deuxième phase

Victoire à 2 points

### Poule Nord
| \| RC Arras US Boulogne RC Calais O. Dunkerque AS Hautmont US Tourcoing \| Localisation des clubs engagés dans la Poule Nord. |
| RC Arras US Boulogne RC Calais O. Dunkerque AS Hautmont US Tourcoing                                                          |

| Rang | Équipe              | Pts | J  | G | N | P | Bp | Bc | Diff |
| ---- | ------------------- | --- | -- | - | - | - | -- | -- | ---- |
| 1    | RC ArrasP           | 15  | 10 | 7 | 1 | 2 | 19 | 9  | +10  |
| 2    | US Boulogne         | 13  | 10 | 5 | 3 | 2 | 21 | 13 | +8   |
| 3    | Olympique Dunkerque | 11  | 10 | 4 | 3 | 3 | 18 | 12 | +6   |
| 4    | US TourcoingP       | 8   | 10 | 3 | 2 | 5 | 13 | 17 | -4   |
| 5    | AS HautmontP        | 7   | 10 | 3 | 1 | 6 | 15 | 22 | -7   |
| 6    | RC Calais           | 6   | 10 | 2 | 2 | 6 | 9  | 22 | -13  |

### Poule Ouest
| \| SM Caen FC Dieppe Le Havre AC CA Paris Stade rennais UC Girondins de Bordeaux Olympique d'Alès SO Montpellier OGC Nice SC Nîmes AS Saint-Étienne Toulouse FC \| Localisation des clubs engagés : · Poule Ouest · Poule Sud |
| SM Caen FC Dieppe Le Havre AC CA Paris Stade rennais UC Girondins de Bordeaux Olympique d'Alès SO Montpellier OGC Nice SC Nîmes AS Saint-Étienne Toulouse FC                                                                  |

| Rang | Équipe            | Pts | J | G | N | P | Bp | Bc | Diff |
| ---- | ----------------- | --- | - | - | - | - | -- | -- | ---- |
| 1    | Le Havre AC       | 13  | 8 | 6 | 1 | 1 | 21 | 7  | +14  |
| 2    | Stade rennais UCR | 9   | 8 | 3 | 3 | 2 | 15 | 12 | +3   |
| 3    | CA Paris          | 8   | 8 | 4 | 0 | 4 | 13 | 12 | +1   |
| 4    | SM Caen           | 8   | 8 | 3 | 2 | 3 | 17 | 19 | -2   |
| 5    | FC DieppeP        | 2   | 8 | 1 | 0 | 7 | 10 | 26 | -16  |

### Poule Est
| \| FCO Charleville SR Colmar US Longwy FC Mulhouse FC Nancy Stade de Reims AS Troyes \| Localisation des clubs engagés dans la Poule Est. |
| FCO Charleville SR Colmar US Longwy FC Mulhouse FC Nancy Stade de Reims AS Troyes                                                         |

| Rang | Équipe               | Pts | J  | G | N | P  | Bp | Bc | Diff |
| ---- | -------------------- | --- | -- | - | - | -- | -- | -- | ---- |
| 1    | FC Nancy             | 16  | 12 | 8 | 0 | 4  | 38 | 17 | +21  |
| 2    | SR ColmarP           | 15  | 12 | 7 | 1 | 4  | 28 | 11 | +17  |
| 3    | Stade de Reims       | 15  | 12 | 7 | 1 | 4  | 31 | 24 | +7   |
| 4    | FC MulhouseR         | 13  | 12 | 6 | 1 | 5  | 21 | 23 | -2   |
| 5    | FCO Charleville      | 11  | 12 | 4 | 3 | 5  | 22 | 20 | +2   |
| 6    | AS Troyes-savinienne | 10  | 12 | 4 | 2 | 6  | 30 | 28 | +2   |
| 7    | US LongwyP           | 4   | 12 | 2 | 0 | 10 | 11 | 58 | -47  |

### Poule Sud
| Rang | Équipe                 | Pts | J  | G | N | P | Bp | Bc | Diff |
| ---- | ---------------------- | --- | -- | - | - | - | -- | -- | ---- |
| 1    | AS Saint-Étienne       | 17  | 12 | 7 | 3 | 2 | 31 | 13 | +18  |
| 2    | Toulouse FCP           | 16  | 12 | 6 | 4 | 2 | 21 | 22 | -1   |
| 3    | Olympique d'Alès       | 15  | 12 | 5 | 5 | 2 | 24 | 12 | +12  |
| 4    | OGC Nice               | 15  | 12 | 5 | 5 | 2 | 26 | 19 | +7   |
| 5    | SO Montpellier         | 11  | 12 | 4 | 3 | 5 | 19 | 19 | 0    |
| 6    | Girondins de BordeauxP | 5   | 12 | 1 | 3 | 8 | 23 | 33 | -10  |
| 7    | Nîmes OlympiqueP       | 4   | 12 | 1 | 3 | 8 | 12 | 38 | -26  |

## Classement de la deuxième phase

### Poule Promotion
| #  | Club             | Joués | V  | N | D  | bp:bc | +/- | Points |
| -- | ---------------- | ----- | -- | - | -- | ----- | --- | ------ |
| 1  | Le Havre AC      | 30    | 20 | 4 | 6  | 77-40 | +37 | 44     |
| 2  | AS Saint-Étienne | 30    | 17 | 7 | 6  | 72-40 | +32 | 41     |
| 3  | Stade rennais UC | 30    | 17 | 6 | 7  | 49-33 | +16 | 40     |
| 4  | SR Colmar        | 30    | 17 | 5 | 8  | 54-41 | +13 | 39     |
| 5  | O. Dunkerque     | 30    | 13 | 8 | 9  | 58-52 | +6  | 34     |
| 6  | RC Arras         | 30    | 12 | 8 | 10 | 46-43 | +3  | 32     |
| 7  | Toulouse FC      | 30    | 13 | 5 | 12 | 48-43 | +5  | 31     |
| 8  | OGC Nice         | 30    | 11 | 7 | 12 | 53-50 | +3  | 29     |
| 9  | CA Paris         | 30    | 12 | 4 | 14 | 60-50 | +10 | 28     |
| 10 | Stade de Reims   | 30    | 12 | 3 | 15 | 48-50 | -2  | 27     |
| 11 | FC Nancy         | 30    | 10 | 7 | 13 | 45-49 | -4  | 27     |
| 12 | Olympique d'Alès | 30    | 9  | 6 | 15 | 35-44 | -9  | 24     |
| 13 | US Boulogne      | 30    | 10 | 4 | 16 | 49-66 | -17 | 24     |
| 14 | SM Caen          | 30    | 9  | 5 | 16 | 47-71 | -24 | 23     |
| 15 | FC Mulhouse      | 30    | 9  | 4 | 17 | 41-62 | -21 | 22     |
| 16 | US Tourcoing     | 30    | 5  | 5 | 20 | 37-85 | -48 | 15     |

# position ; V victoires ; N match nuls ; D défaites ; bp:bc buts pour et buts contre
 Victoire à 2 points

### Poule complémentaire
| # | Club                  | Joués | V | N | D | bp:bc | +/- | Points |
| - | --------------------- | ----- | - | - | - | ----- | --- | ------ |
| 1 | FCO Charleville       | 16    | 8 | 3 | 5 | 29-33 | +4  | 19     |
| 2 | AS Hautmont           | 16    | 7 | 4 | 5 | 36-29 | +7  | 18     |
| 3 | Girondins de Bordeaux | 16    | 8 | 1 | 7 | 29-26 | +3  | 17     |
| 4 | FC Dieppe             | 16    | 8 | 1 | 7 | 27-33 | -6  | 17     |
| 5 | SO Montpellier        | 16    | 7 | 2 | 7 | 30-25 | +5  | 16     |
| 6 | US Longwy             | 16    | 7 | 2 | 7 | 36-39 | -3  | 16     |
| 7 | AS Troyes-savinienne  | 16    | 6 | 3 | 7 | 28-29 | -1  | 15     |
| 8 | Nîmes Olympique       | 16    | 5 | 4 | 7 | 24-23 | +1  | 14     |
| 9 | RC Calais             | 16    | 5 | 2 | 9 | 21-33 | -12 | 12     |

# position ; V victoires ; N match nuls ; D défaites ; bp:bc buts pour et buts contre
 Victoire à 2 points

## À l’issue de ce championnat
- Le Havre AC et l'AS Saint-Étienne sont promus en championnat de première division.
- Équipes reléguées de la première division : le Red Star Paris et l'US Valenciennes.
- Équipe abandonnant le statut pro et retournant en championnat amateur : le SM Caen et le Calais RUFC.